# Windsor (Automarke)

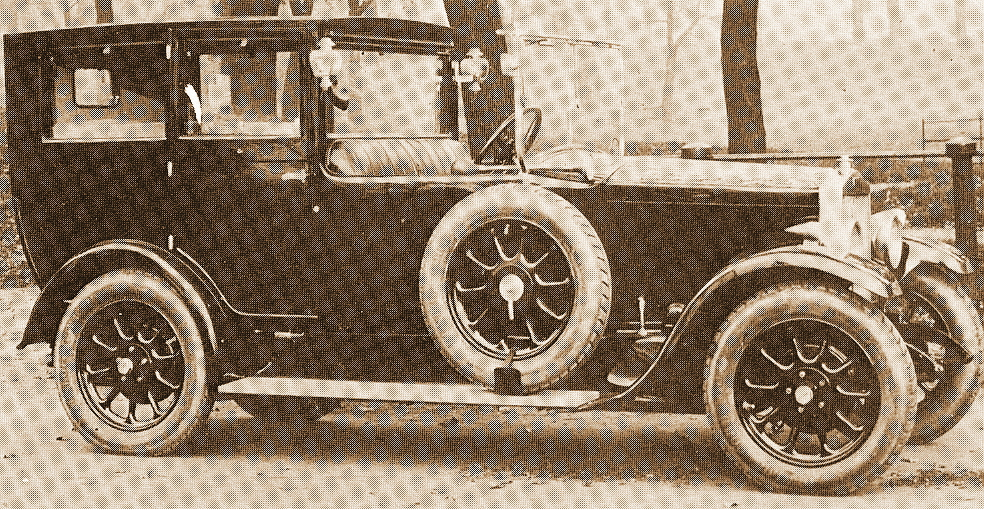
Windsor 10,4 hp Coupe-de-Ville (1926)

Windsor war eine britische Automobilmarke, die 1924–1927 von James Bartle & Co. Ltd. in Notting Hill (London) hergestellt wurde.
Einziges Modell war der 10.4 hp mit obengesteuertem Vierzylinder-Reihenmotor mit 1,4 l Hubraum. Der 3861 mm lange und 1626 mm breite Wagen besaß einen Radstand von 2743 mm und eine Spurweite von 1219 mm. Er wog 864 kg.
Der elegante, gut gemachte Wagen war wohl zu teuer, denn schon nach drei Jahren war er wieder vom Markt verschwunden.

## Modelle
| Modell  | Bauzeitraum | Zylinder | Hubraum  | Radstand |
| ------- | ----------- | -------- | -------- | -------- |
| 10,4 hp | 1924–1927   | 4 Reihe  | 1353 cm³ | 2743 mm  |

## Quelle
- David Culshaw & Peter Horrobin: The Complete Catalogue of British Cars 1895–1975. Veloce Publishing plc. Dorchester 1999, ISBN 1-874105-93-6